# Tomás Telis
Tomás Telis (né le 18 juin 1991 à El Tigre, Anzoátegui, Venezuela) est un receveur des Guerreros de Oaxaca.

## Carrière
Tomás Telis signe son premier contrat professionnel avec les Rangers du Texas et rejoint pour la première fois en 2008 l'une de leurs équipes affiliées en ligues mineures. Aligné avec l'Express de Round Rock, club-école de niveau Triple-A des Rangers, Telis est nommé parmi les étoiles de la Ligue du Texas en 2012 et 2013.
Il fait ses débuts dans le baseball majeur avec les Rangers le 25 août 2014 à Seattle, contre les Mariners. À ce premier match, il dépose un amorti qui se transforme en coup sûr, son premier dans les majeures, contre le lanceur Brandon Maurer.
Le 31 juillet 2015, les Rangers transfèrent Telis et le lanceur gaucher des ligues mineures Cody Ege aux Marlins de Miami en échange du lanceur droitier Sam Dyson.